# Iseilema laxum
Iseilema laxum är en gräsart som beskrevs av Eduard Hackel. Iseilema laxum ingår i släktet Iseilema och familjen gräs. Inga underarter finns listade i Catalogue of Life.